# Primera División de Uruguay 1947
Liga Profesional de Primera División 1947 var den 45:e säsongen av Uruguays högstaliga i fotboll, och 16:e säsongen som ligan spelades på professionell nivå. Ligan spelades som ett seriespel där samtliga lag mötte varandra vid två tillfällen. Totalt spelades 90 matcher med 318 gjorda mål.
Nacional vann sin 20:e titel som uruguayanska mästare.

## Deltagande lag
10 lag deltog i mästerskapet, samtliga från Montevideo.

## Resultat
| Nr | Lag                  | S  | V  | O | F  | GM | IM | MS  | P  |
| -- | -------------------- | -- | -- | - | -- | -- | -- | --- | -- |
| 1  | Nacional             | 18 | 11 | 5 | 2  | 44 | 15 | +29 | 27 |
| 2  | Peñarol              | 18 | 9  | 3 | 6  | 41 | 26 | +15 | 21 |
| 3  | Rampla Juniors       | 18 | 9  | 3 | 6  | 35 | 27 | +8  | 21 |
| 4  | CA Defensor          | 18 | 9  | 3 | 6  | 33 | 28 | +5  | 21 |
| 5  | River Plate          | 18 | 6  | 8 | 4  | 25 | 19 | +6  | 20 |
| 6  | Liverpool            | 18 | 9  | 2 | 7  | 33 | 35 | −2  | 20 |
| 7  | Central FC           | 18 | 6  | 2 | 10 | 36 | 44 | −8  | 14 |
| 8  | Cerro                | 18 | 5  | 4 | 9  | 28 | 42 | −14 | 14 |
| 9  | Montevideo Wanderers | 18 | 4  | 5 | 9  | 24 | 36 | −12 | 13 |
| 10 | CS Miramar           | 18 | 2  | 5 | 11 | 19 | 46 | −27 | 9  |

### Fotnoter
1. ↑  Tabeira, Martín (28 oktober 2010). ”Uruguay - League Top Scorers” (på engelska). RSSSF. Arkiverad från originalet den 14 mars 2013. https://web.archive.org/web/20130314223236/http://rsssf.com/tablesu/urutops.html. Läst 21 maj 2013.